# Pompe à anneau liquide
Pour les articles homonymes, voir Pompe (homonymie).

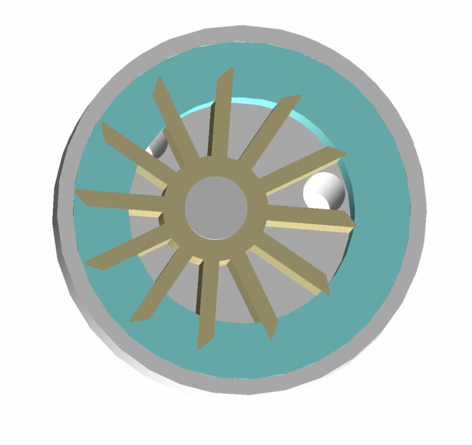
Principe d'une pompe à anneau liquide. - En gris : Le corps de pompe - En marron : La roue à aubes - En bleu : L'anneau liquide - Orifice de droite : Aspiration - Orifice de gauche : Refoulement

Une pompe à anneau liquide est une pompe rotative constituée principalement d'un corps de pompe fixe et d'une roue à aubes entraînée en rotation; utilisée comme pompe à vide ou comme compresseur de gaz.

## Histoire
La première pompe à anneau liquide date de 1903 avec un premier brevet posé en Allemagne par Siemens-Schuckert. Le brevet américain pour les pompes à vide et compresseurs a été attribué à Lewis H. Nash en 1914. À la même période, la firme allemande Siemens-Schuckertwerke dépose un brevet en Australie pour une pompe similaire.

## Fonctionnement
La roue à aubes est placée de façon excentrique par rapport au corps de la pompe.
Pour fonctionner, ce type de pompe nécessite l'apport d'un liquide. Dès la mise en route, ce liquide est centrifugé contre les parois du corps de pompe, formant ainsi l’anneau liquide qui lui à donné son nom. 
La pompe aspire un fluide gazeux par l'orifice d'aspiration. Grâce à l'excentricité de la roue par rapport à l’anneau liquide, le fluide pompé est comprimé puis évacué par l'orifice de refoulement.
L'anneau liquide sert à garantir l'étanchéité entre les aubes, formant ainsi les chambres de compression, sans aucune autre pièce mécanique. Le liquide permet aussi d'évacuer les calories produites lors de la compression du fluide pompé.
Ce type de pompe peut servir à abaisser la pression, ou au contraire à l'augmenter. Dans le cas d'une utilisation comme pompe à vide, la pression minimale est dictée par la pression de vapeur saturante du liquide formant l'anneau. En effet, au-dessous de cette pression, l'anneau liquide se vaporise et ne permet plus de faire l'étanchéité entre les cloisons de la roue à aubes. À titre indicatif, une pompe dont l'anneau liquide est de l'eau permet d'atteindre un vide de 30 mbar absolu.
Ces pompes peuvent être à un seul étage (un seul couple corps de pompe/roue à aubes) ou multi-étagées. Dans le second cas, plusieurs corps de pompe sont juxtaposés et toutes les roues ont un axe commun. L'orifice de refoulement du premier corps de pompe est connecté à l'aspiration de son voisin. Ceci permet d'augmenter la pression entre l'entrée et la sortie de l'ensemble complet.